# 都音
都音（とおん）は、2003年に和太鼓奏者の桐ヶ谷伝とギターの若井望、ピアノの中山知之、マニピュレートの太田岳夫を中心に結成された和太鼓と洋楽器で演奏をするインスト中心のバンド。
2004年に中山知之の誘いで木下貴哉がバンドに正式加入。
現在は、マニピュレートとリズムによるPROJECT TOONの活動が主となり、公演活動などを展開中。
時と空間を奏でる「時空奏」<jigusou>を楽曲のコンセプトに、ロックからAmbientまで幅広いジャンルのインストゥルメントを展開。イベント演奏、単独公演、芸術鑑賞公演を中心に活動。 　　
2005年リリースのアルバム『玲瓏』に収録されている「戦神～ikusagami～」（作曲:若井望 編曲：太田岳夫）は、
PlayStation 2用ソフト『戦神 -いくさがみ-』（元気株式会社）のオープニングテーマ曲。
同じく『戦神』のエンディング曲では『米倉千尋』と競演。
米倉千尋10thアルバムFairwings収録 「calling」（作詞：米倉千尋 作曲:若井望 編曲：太田岳夫　ピアノ：中山知之）

## メンバー
- 桐ヶ谷伝（和太鼓）
- 若井望（ギター、ex『THE POWERNUDE』）
- 中山知之（ピアノ、シンセサイザー）
- 木下貴哉（ドラム、電子ドラム）
- 太田岳夫（マニピュレート、ベース）

## ディスコグラフィー
アルバム
- 『玲瓏』（2005年）South to North Records

PlayStation 2用ソフト『戦神 -いくさがみ-』（元気株式会社）オープニングテーマ曲「戦神」収録